# Cerro Columa
O Cerro Columa é um estratovulcão da Bolívia situado a nordeste de Huachacalla no departamento de Oruro. Sua última erupção é desconhecida. Tem uma altitude de 3.876 metros acima do nível do mar.